# Чернополянски езера
Чернополянските или Карааланишките езера се намилат в планината Рила, България. Разположени са северно от град Белица и на северозапад от курорта Семково и хижа Семково, на около 4 часа пеша от нея, югоизточно от връх Черна поляна и южно от връх Канарата в Чернополянския циркус.
Езерата се намират едно под друго, като по-голямото от тях е с кръгла форма и площ 5,1 дка, а по-малкото е с елипсовидна форма и има площ 2,2 дка. Над двете езера има трето, което е с много малки размери.